# (595) Políxena
(595) Políxena es un asteroide perteneciente al cinturón exterior de asteroides descubierto el 27 de marzo de 1906 por August Kopff desde el observatorio de Heidelberg-Königstuhl, Alemania.
Está nombrado por Políxena, un personaje de la mitología griega, hija de Príamo y Hécuba.